# آسا نونامي
آسا نونامي (باليابانية: 乃南アサ)‏ (19 أغسطس 1960 في طوكيو - )؛ روائية من اليابان.